# Asedio de Lérida (1646)
El asedio de Lérida fue un episodio destacado de la sublevación de Cataluña que aconteció entre el 12 de mayo al 22 de noviembre de 1646. El ejército francés cercó la ciudad de Lérida con el fin de bloquear a la guarnición española de la ciudad y obligarla a rendirse por hambre. Sin embargo, el marqués de Leganés logró socorrer la plaza y poner fin al sitio francés tras seis meses de  asedio.

## Asedio
El ejército francés, al mando de Enrique de Lorena, conde de Harcourt, emprendió el asedio de Lérida en el mes de mayo de 1646. La ciudad la defendía una gran guarnición de cinco mil soldados. Por ello el de Harcourt descartó tomarla al asalto y prefirió rendirla por hambre, opción difícil y peligrosa que daba tiempo a los españoles para preparar el socorro de la plaza.
Lérida tenía copiosos abastos y resistió denodadamente el asedio durante cuatro meses, mientras Diego de Guzmán, marqués de Leganés, general a menudo falto de fortuna pero al que las derrotas de sus sucesores en el mando habían hecho recuperar el favor de Felipe IV, cruzó el Segre al frente de unos doce mil soldados reunidos en Aragón y se dedicó a cortar las comunicaciones del conde de Harcourt con el Alto Segre y la Cataluña central, mientras que el gobernador de Lérida, Gregorio de Britto, para reducir el consumo de víveres, hizo salir de ella a mil doscientos de sus habitantes. El general francés prohibió durante varios días el paso de los civiles, que perecieron por decenas ante las líneas francesas, aunque cedió finalmente y autorizó que se retirasen. Harcourt amenazó entonces a Brito con no dar cuartel si en el momento de la capitulación no encontraba en los almacenes de Lérida las vituallas que estos habitantes habrían consumido si hubiesen permanecido en la ciudad.

## Socorro
Los españoles emprendieron el 5 de octubre un ataque que fracasó. Luego pasaron más de seis semanas sin cambios relevantes en la situación. Leganés había bloqueado las carreteras de Urgell y Cervera, pero los franceses consiguieron traer víveres de Flix, junto al Ebro. Leganés fingió desanimarse y empezó a retirar el bagaje allende el Segre. Los franceses, agotados, relajaron entonces la vigilancia. 
Leganés logró así engañar a los franceses sobre sus intenciones y acometió el suburbio de Vilanoveta, punto débil de la línea defensiva francesa. A los soldados valones de Calonne y la caballería del duque del Infantado se sumó la guarnición asediada, que hizo una salida; juntos disputaron una reñida batalla a las tropas francesas. Los españoles las sorprendieron en la noche del 21 al 22 de noviembre, desbarataron varias unidades de infantería y caballería del desprevenido enemigo y llevaron ochocientos caballos cargados de harina a la plaza sitiada. 
El conde de Harcourt tuvo que levantar el asedio y replegarse a Balaguer, abandonando el bagaje y la artillería. El ejército francés, esta vez por el «Gran Condé», abordó un nuevo asedio de Lérida varios meses después. El asedió también fracasó y tuvo que ser levantado el 17 de junio de 1647.